# 2001 XU254
2001 XU254, também escrito como 2001 XU254, é um objeto transnetuniano (TNO) que está localizado no cinturão de Kuiper, uma região do Sistema Solar. Ele é classificado como um cubewano. O mesmo possui uma magnitude absoluta de 6,7 e tem um diâmetro com cerca de 201 km. O astrônomo Mike Brown liste este corpo celeste em sua página na internet como um candidato a possível planeta anão.

## Descoberta
2001 XU254 foi descoberto no dia 9 de dezembro de 2001 pelos astrônomos S. S. Sheppard, J. Kleyna, e D. C. Jewitt.

## Órbita
A órbita de 2001 XU254 tem uma excentricidade de 0,082 e possui um semieixo maior de 43,695 UA. O seu periélio leva o mesmo a uma distância de 40,112 UA em relação ao Sol e seu afélio a 47,278 UA.